# Angelica biserrata
Angelica biserrata är en flockblommig växtart som först beskrevs av R.H.Shan och C.Q.Yuan, och fick sitt nu gällande namn av C.Q.Yuan och R.H.Shan. Angelica biserrata ingår i släktet kvannar, och familjen flockblommiga växter. Inga underarter finns listade i Catalogue of Life.